# Espadañedo
Espadañedo (auch: Espadañéu) ist ein nordwestspanischer Ort und eine Gemeinde (municipio) mit nur noch 104 Einwohnern (Stand: 2024) im Süden der Provinz Zamora in der Autonomen Gemeinschaft Kastilien-León. Zur Gemeinde gehören neben dem namensgebenden Hauptort Espadañedo die Ortschaften Carbajales de la Encomienda, Faramontanos de la Sierra, Utrera de la Encomienda, Vega del Castillo und Letrillas.

## Lage und Klima
Espadañedo liegt am westlichen Rand der Kastilischen Hochebene (Meseta Iberica) in einer Höhe von ca. 1035 m. Die Provinzhauptstadt Zamora ist gut 85 km (Fahrtstrecke) in südsüdöstlicher Richtung entfernt. Das gemäßigte Kontinentalklima wird nur selten vom Atlantik beeinflusst; Regen (794 mm/Jahr) fällt vorwiegend im Winterhalbjahr.

## Bevölkerungsentwicklung
| Jahr      | 1970 | 1981 | 1991 | 2001 | 2011 | 2021 |
| Einwohner | 540  | 364  | 262  | 209  | 160  | 109  |

## Sehenswürdigkeiten
- Johannes-der-Täufer-Kirche

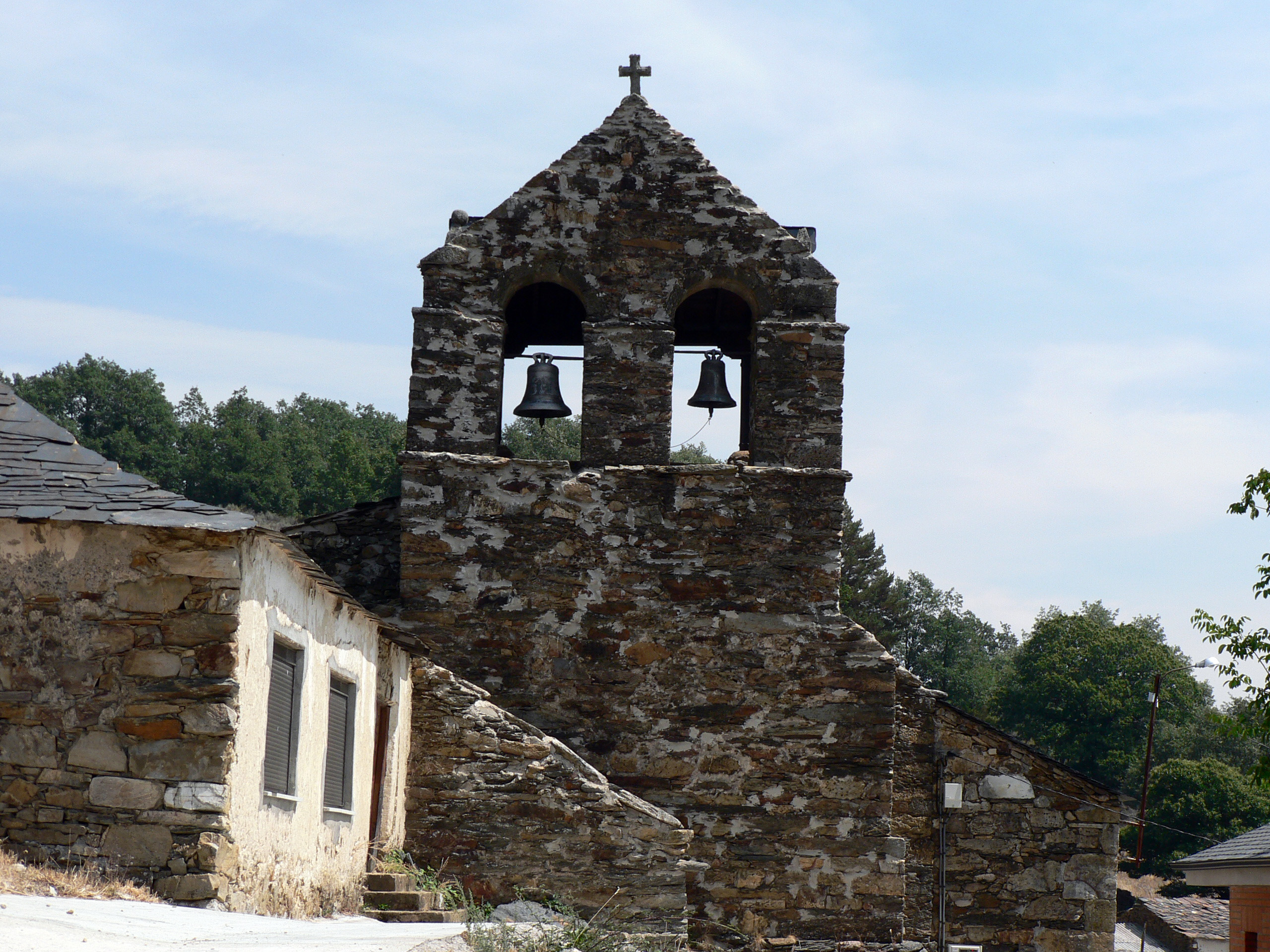
Johannes-der-Kirche